# Sielsowiet Horodziej
Sielsowiet Horodziej (biał. Гарадзейскі сельсавет, ros. Городейский сельсовет) – sielsowiet na Białorusi, w obwodzie mińskim, w rejonie nieświeskim, z siedzibą w Horodzieju (który nie wchodzi w skład sielsowietu).

## Miejscowości
- agromiasteczka:
  - Nowaharadziejski
  - Ostrówki
  - Udarny
- wsie:
  - Barackowszczyzna
  - Hołowce
  - Janczyce
  - Kopciowszczyzna
  - Krasnohorka
  - Łysica Nowa
  - Łysica Wielka
  - Makasze
  - Malawszczyzna
  - Malinauka (hist. Jabłonowszczyzna)
  - Nowiny
  - Proście
  - Stołpiszcze
  - Studzionki
  - Użanka
  - Zabłocie
  - Zarzecze
  - Zawita